# Phytoliriomyza robiniae
Phytoliriomyza robiniae är en tvåvingeart som beskrevs av Valley 1982. Phytoliriomyza robiniae ingår i släktet Phytoliriomyza och familjen minerarflugor.
Artens utbredningsområde är Pennsylvania. Inga underarter finns listade i Catalogue of Life.